# 하늘 아래 첫 번째 연인
《하늘 아래 첫 번째 연인》은 2002년 2월 8일에 MBC에서 방영한 베스트극장이다.

## 등장 인물

### 주요 인물
- 김인권 : 대복 역
- 김지연 : 민아 역

### 그 외 인물
- 나문희
- 홍순창
- 이도경
- 정선일
- 박동빈
- 송기설
- 김세동
- 서지연
- 손영순
- 김용희
- 조명진
- 윤희주
- 민경
- 남창희